# Austrolembidium
Austrolembidium, monotipski rod jetrenjarki iz porodice Lepidoziaceae. Jedina je vrsta vrsta A. crassum, jedna od 66 vrsta jetrenjarki s otoka Južna Georgia
Rod i vrsta opisani su 1980.